# تاديوش كوسيوسكو

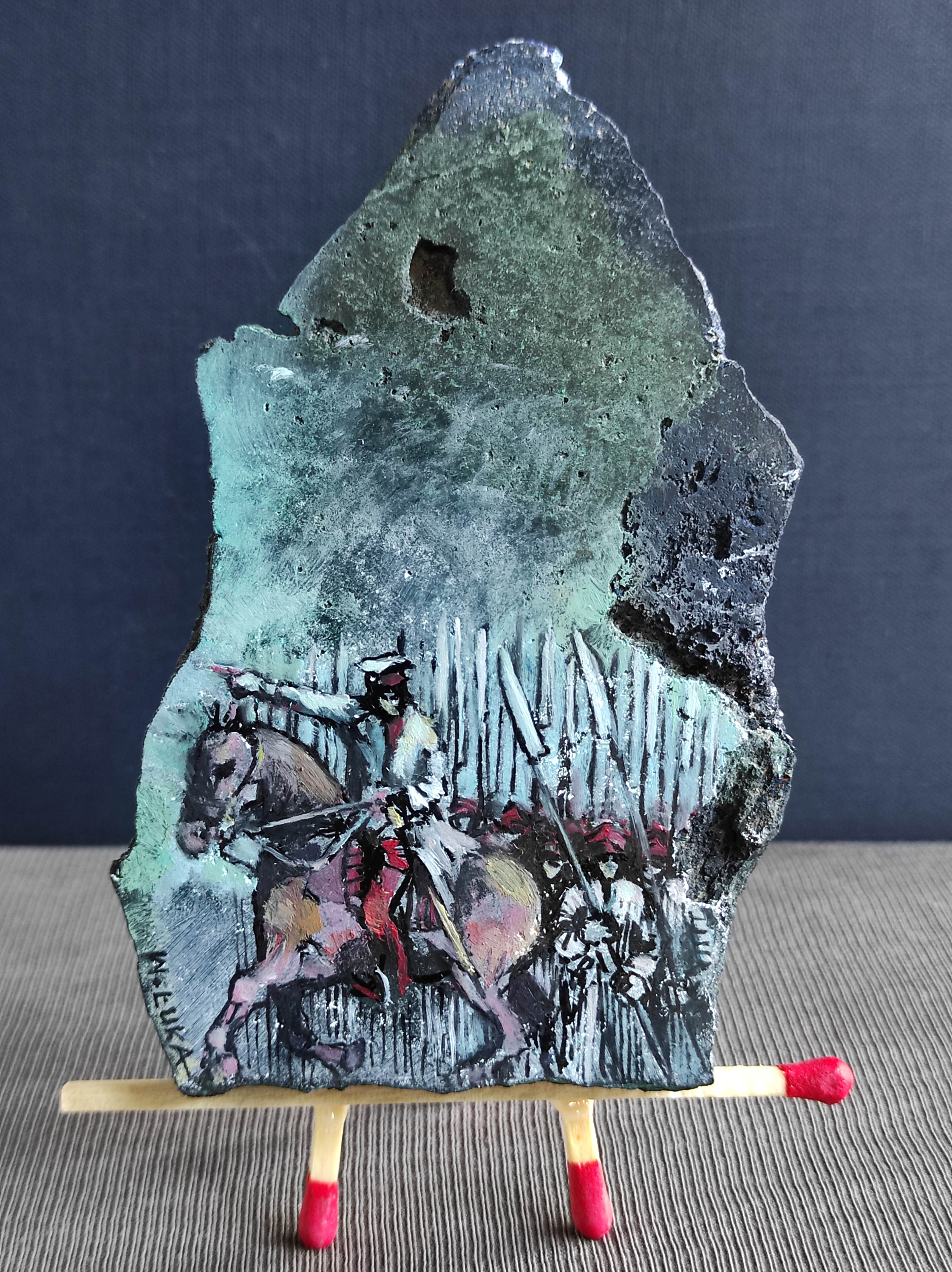
معركة راكلافيتسي
الأبعاد 132 × 77 ملم
الفنان فويتشيك لوكا
متحف هنريك جان دومينيك للفن الاحترافي المصغر في تيشي.

تاديوش كوسيوسكو (واسمه بالكامل أندريه تاديوش بونافينتورا كوشوشكو، بالبولندية: Andrzej Tadeusz Bonawentura Kościuszko؛ ولد 4 أو 12 فبراير 1746 – 15 أكتوبر 1817) هو مهندس عسكري بولندي ليتواني وقائد عسكري أصبح بطلا وطنيا في بولندا وليتوانيا وبيلاروسيا والولايات المتحدة.  حارب كوسيوسكو في نضال الكومنولث البولندي اللتواني ضد روسيا وبروسيا، كما حارب على الجانب الأمريكي في حرب الاستقلال الأمريكية. وكان القائد الأعلى للقوات المسلحة الوطنية البولندية، وقاد انتفاضة شعبية في البلاد عام 1794.
ولد كوسيوسكو في فبراير 1746، في عزبة على مزرعة ميرتشوفشتشيزنا في إمارة نوفوغروديك في دوقية ليتوانيا الكبرى، وهي جزء من الكومنولث البولندي اللتواني. ولا يعرف تاريخ ميلاده بالضبط. تخرج في سن العشرين من فيلق الطلاب العسكريين في وارسو، ولكنه انتقل إلى فرنسا في 1769 ليتابع دراسته بعد اندلاع حرب أهلية في البلاد عام 1768. عاد كوسيوسكو إلى بولندا في عام 1774، وذلك بعد عامين من أول تقسيم لبولندا، وعمل مدرسا خاصا في منزل يوزف سيلفستر سوسنوفسكي. حاول كوسيوسكو أن يهرب مع ابنة صاحب المنزل وتعرض للضرب المبرح من قبل خدم الأب، وعاد إلى بعدها فرنسا. انتقل كوسيوسكو إلى أمريكا الشمالية في عام 1776، حيث شارك في حرب الاستقلال كعقيد في الجيش القاري. كان كوسيوسكو مهندسا عسكريا بارزا، وقام بتصميم أحدث التحصينات والإشراف على بنائها، بما في ذلك التحصينات في ويست بوينت في نيويورك. وقام الكونغرس القاري بترقيته لرتبة عميد في عام 1783 اعترافا بخدماته.
عاد كوسيوسكو إلى بولندا في عام 1784، وتم تعيينه برتبة لواء في جيش الكومنولث البولندي الليتواني في عام 1789. قامت الحرب البولندية الروسية في عام 1و792 أسفرت عن التقسيم الثاني لبولندا، ونظم كوسيوسكو انتفاضة ضد روسيا في مارس 1794 وكان قائدها. قبضت القوات الروسية عليه في معركة ماتسيوفيتسه في أكتوبر 1794، وهزمت الانتفاضة في نوفمبر وحدث تقسيم بولندا الثالث في عام 1795، والذي أنهى وجود الكومنولث البولندي الليتواني المستقل لمدة 123 عاما قادما. توفيت الإمبراطورة كاثرين العظيمة في عام 1796، وتلقى كوسيوسكو عفوا من قبل خليفتها القيصر بافل الأول، وهاجر إلى الولايات المتحدة. كان كوسيوسكو صديقا مقربا للرئيس توماس جيفرسون، وشارك معه مثله العليا عن حقوق الإنسان، وكتب وصية في عام 1798 يهب فيها أملاكه في أمريكا لتعليم وتحرير العبيد الأميركيين. وعاد في النهاية إلى أوروبا وعاش في سويسرا حتى وفاته في عام 1817. وكانت عملية تنفيذ وصيته صعبة، ولم تستخدم الأموال للغرض الذي كان ينوي له.

## روابط خارجية
- تاديوش كوسيوسكو على موقع الموسوعة البريطانية (الإنجليزية)
- تاديوش كوسيوسكو على موقع إن إن دي بي (الإنجليزية)